# Kaidansalmi
Kaidansalmi är ett sund i Finland. Det ligger i landskapet Egentliga Finland, i den sydvästra delen av landet, 170 km väster om huvudstaden Helsingfors.
Kaidansalmi ligger mellan Otava i väster samt öarna Kaita, Auva och Särkkä i öster. Sundet slutar i söder vid Rimitovägens (Regionalväg 189) vägbank. I norr ansluter den till Kirkonsalmi.